# 玩具熊的五夜后宫：安全漏洞
《玩具熊的五夜后宫：安全漏洞》是於2021年推出的一款的恐怖遊戲，由Steel Wool Studios開發，ScottGames發行。這款遊戲與系列中的其他作品有所不同，故事只在一天內發生，並具有自由探索的玩法。玩家扮演一名年輕男孩格雷戈里，在一個大型購物中心中避開敵對的電子機器人角色和一名女夜間警衛，並揭示其可怕的秘密，同時試圖在早晨之前生存下來。
遊戲於2021年12月16日在Microsoft Windows、PlayStation 4和PlayStation 5平台上以數位形式發行，並計劃在稍後的日期發布其他平台的移植版本。PlayStation 4和PlayStation 5的實體版於2022年4月1日發布，Xbox One和Xbox Series X/S版本於2022年11月22日發布。遊戲獲得了評論家的褒貶不一的評價。一款名為《廢墟》的免費DLC擴展包於2023年7月發布。任天堂Switch版本於2023年4月19日發布。

## 遊戲玩法
在遊戲中，玩家將扮演一名名叫格雷戈里（Gregory）的年輕男孩，他被困在名為「費斯熊佛萊迪巨型披薩廣場」（Freddy Fazbear's Mega Pizzaplex）的大型購物中心中，這裡充滿著受到病毒感染的電子機器人，並為了生存並逃脫，為此格雷戈里要必須完成多個任務。
該購物中心裡有著一系列1980年代風格的「魅力搖滾」動物機器人，包括魅力搖滾佛萊迪(Glamrock Freddy)、魅力搖滾奇卡(Glamrock Chica)、蒙哥馬利鱷（Monty）、洛克珊狼、托兒所服務員（sundrop/moondrop）、魅力搖滾內骨骼、發條音樂人和DJ音樂人(DJ music man)等機器。格雷戈里還會遇到其他類型的敵人，如凡妮莎（Vanessa），她是這個購物中心的保安員，卻穿著一套腐敗的兔子服裝；還有S.T.A.F.F.機器人，一旦被發現，它們會向其他敵人報告格雷戈里的位置，如果S.T.A.F.F.機器人是地圖提供者，它們還可以提供地圖給格雷戈里。
與以往不同，佛萊迪在這款遊戲中不再是一個重要的敵對角色，而是幫助格雷戈里躲避其他機器人的角色。佛萊迪的肚子裡有一個特製的隔間，專門用來放置超大的生日蛋糕和皮纳塔，使格雷戈里可以躲在其中。當格雷戈里進入佛萊迪的「生日蛋糕口」內時，他可以透過佛萊迪的眼睛觀察周圍情況，並能夠輕鬆躲過大部分其他機器人的追捕；然而，這種方式並不能瞞過月亮和范妮這兩個敵人。此外佛萊迪的電池容量有限，如果電量不足，他需要前往充電站進行充電，否則當佛萊迪的電力耗盡時，如果格雷戈里在他內部，佛萊迪將發生故障並殺死格雷戈里。佛萊迪在遊戲進行中可以獲得硬件升級，並能夠獲取兩個電池壽命擴展，以及超載語音激活鎖定、擊暈其他機器人、打開鏈條上鎖的柵欄以及尋找可收集物品的能力。佛萊迪還可以為格雷戈里提供關於購物中心挑戰和敵人的建議、捷徑或警告。
隨著夜晚的進展，所有敵人會變得更加強大，玩家必須適應周圍環境以求生存。格雷戈里可以躲藏以避免敵人的注意，或者推倒物品來分散敵人的注意力。奔跑將會消耗耐力值，若耐力值低下，格雷戈里將無法快速移動。有些衝突則需要運用策略來避免被抓到。格雷戈里手持的手電筒可在黑暗處使用，並佩戴名為「Faz-Watch」的設備在手腕上，透過它可以查看任務、攝影系統和自己在購物中心的位置，以及與佛萊迪進行通訊。然而，手電筒的電力有限，需要頻繁充電。還有兩種武器可以暫時擊暈一些敵人：「Faz攝影機」和「Fazerblaster」。Faz攝影機可以擊暈玩家面前所有易受攻擊的敵人，但在使用之間需要較長的充電時間。Fazerblaster的射擊頻率比Faz攝影機更高，可以連續射擊六次，然後需要充電，但只能擊暈一個機器人或S.T.A.F.F，且需要成功射中頭部。根據遊戲中所做的選擇，其故事共有多條路徑和結局可供選擇。
遊戲還包括在辦公室逃生。與以往的遊戲不同，這款遊戲允許自由漫遊和戰鬥，也包括首領戰（其中一些是可選的），遊戲機制不再侷限於五個夜晚，整個遊戲發生在一個只持續六個遊戲內小時的單一夜晚中，時間只隨著故事的進展而流逝。遊戲中還設有迷你遊戲作為街機遊戲。

## 故事大綱

### 主遊戲
在一個以動物機器人吉祥物為中心的大型綜合娛樂及餐飲中心「費斯熊佛萊迪巨型披薩廣場（Freddy Fazbear's Mega Pizzaplex）中，魅力搖滾佛萊迪（凱倫·高夫配音）、魅力搖滾奇卡（希瑟·馬斯特斯配音）、蒙哥馬利「蒙蒂」鱷魚（卡梅倫·米勒配音）和洛克珊「洛克西」狼（瑪塔·斯韋泰克配音）正在為觀眾們準備表演。然而在表演期間，佛萊迪卻遭遇了技術故障而關機倒下，提前結束了現場表演。
當佛萊迪醒來後，卻發現自己回到了搖滾之星（Rockstar Row）的房間，並發現一個名叫格雷戈里（瑪塔·斯韋泰克配音）的小男孩躲在他的肚子裡。夜班女警衛凡妮莎（希瑟·馬斯特斯配音）命令所有動物機器人和員工機器人尋找格雷戈里。然而，佛萊迪的故障以及格雷戈里對凡妮莎的恐懼，迫使他違抗了警衛的命令，並引導格雷戈里前往大廳，然而，由於披薩廣場在晚上關閉，使格雷戈里受困於設施內。佛萊迪則繼續幫助格雷戈里度過這個晚上，直到他們找到另一個出口，或是等待至早上6點時前門重新開放。
為了逃避凡妮莎和動物機器人的追捕，他們躲進一個安全辦公室，格雷戈里成功進入披薩廣場的監控系統。為了獲得高級安全徽章以便進入某些限制區域，並進入了披薩廣場的兒童照顧中心，遇到了友善但霸道的托兒所看護（凱倫·高夫 配音）「陽光」，然而當一次停電時，則迫使格雷戈里面對陽光的敵對另我——「月亮」。最終格雷戈里設法恢復了兒童照顧中心的電力，但因為關燈而被陽光趕出去，並在被佛萊迪救出之前，通知了所有動物機器人關於格雷戈里的位置。
格雷戈里被凡妮莎捕獲後，被關押在失物招領室中。突然間，穿著白色拼貼兔子服裝的范妮（Vanny、瑪塔·斯韋泰克飾演）靠近了格雷戈里，並重新編程動物機器人的程式試圖殺害格雷戈里。格雷戈里在自行逃脫後與佛萊迪重逢並冒險進入地下室，卻遭到月亮的埋伏，佛萊迪當場被捕獲。使格雷戈里獨自一人繼續在地下室中前進，並避開機器人內骨架的威脅，目賭凡妮莎正在審問和威脅佛萊迪的請景。凡妮莎聲稱在披薩廣場的資料庫中找不到格雷戈里的紀錄，並指責佛萊迪與格雷戈里串通的計畫。當凡妮莎離開後，格雷戈里解救並修理了佛萊迪，期間面臨著探索大廳景點的挑戰，包括獲得蒙蒂的爪子或奇卡的聲音盒，以強化佛萊迪，並在途中獲得一個能暫時使動物機器人和S.T.A.F.F.失去方向感的工具。安裝完兩個道具後，格雷戈里避開了巨大的DJ音樂人，並強行取下洛克珊的眼睛，以進一步強化佛萊迪。
很快，早上6點很快到來，披薩廣場的大門打開，但凡妮莎廣播一條消息，敦促格雷戈里去拿取獎勵，並與她正面對決。這個「獎勵」實際是幾段凡妮莎和一位謎樣角色與心理治療人員對話的錄音訊息，而繼後格雷戈里的下一步行動，將會達至不同的結局。
主遊戲共有六個結局，每個結局在最後的過場動畫中都標有一至三顆星星。星星越多代表有關結局最接近系列世界觀的正典劇情發展，但玩家仍需結合所有結局出現的原素，才能理解全部角色故事的細節和銜接《廢墟》篇章的重點。
一星結局
- 胡同結局：格雷戈里被揭示一直是為無家可歸的小孩，回到他一直居住的紙箱中，將一張印有之前失蹤兒童事件照片的報紙當作一條毯子入睡，只是在迷霧籠罩的小巷中，范妮終究找到了他。[6]

二星結局
- 逃脫結局：格雷戈里與佛萊迪駕駛一輛卸貨區的廂型車中逃出生天，雖然佛萊迪一度因離開披薩廣場網絡而缺電，但最後成功使用汽車蓄電池給佛萊迪充電，以維持其活動能力。佛萊迪最後被一個演奏三角鐵的搖滾威利河馬先生（Glamrock Mr. Hippo）取代，而蒙蒂則成為首席主唱。

- 燃燒陷阱結局：格雷戈里和佛萊迪在洛克珊賽車場的地下工地進行探索，找到被焚毀的費斯熊佛萊迪的披薩餐廳的遺跡。佛萊迪回想過去曾被凡妮莎帶到那裡，開闢一條通往地下管狀室的通道，並在過程中混入了不是自己的意識。前往地底的路上，他們繞過了一個由舊有的機器人偶組成的異形合成體「團塊（The Blob）」。地底走廊的某處，一個酷似連環殺手威廉·阿夫頓的人偶「燃燒陷阱」突然出現，試圖以入侵意識控制佛萊迪，並迫使格雷戈里單獨與其他機器人的遺骸作戰。最終這場戰鬥導致遺跡被大火燃燒，團塊趁亂拖走了「燃燒陷阱」而命運不明。主角們則逃離坍塌的地下遺跡和披薩廣場，在山頂上休息並享受黎明的到來。

- 頂樓結局：格雷戈里和佛萊迪決定使用易燃玩偶燒毀披薩廣場，但他們在屋頂上遇到了范妮。佛萊迪衝上前將范妮從屋頂上撞下，導致范妮及佛萊迪返魂乏術。格雷戈里揭下范妮的面具，發現范妮的真實身份就是凡妮莎。凡妮莎的靈魂無法脫離披薩廣場，只能在屋頂悲傷地看著她和佛萊迪的屍體。費絲熊娛樂企業及後宣布易燃的佛萊迪玩具已經被召回。

- 解體結局：格雷戈里和佛萊迪在遊戲中心正面對決范妮，對方卻命令S.T.A.F.F.機器人拆卸佛萊迪，迫使格雷戈里獨自面對她。格雷戈里設法奪取了范妮的控制裝置，並成功命令機器人「拆卸」她，但佛萊迪已經返魂乏術。披薩廣場事後對外表示因衛生問題而關閉，計劃在下個季度重新開放。

三星結局
- 救贖結局：格雷戈里和佛萊迪在遊戲中心正面對決范妮，對方卻命令S.T.A.F.F.機器人拆卸佛萊迪，迫使格雷戈里獨自面對她。此前格雷戈里從隱藏遊戲「公主冒險」清楚范妮被錯誤陷阱影響的前因後果，於是透過遊戲通關觸發解決錯誤陷阱的關鍵。S.T.A.F.F.機器人最終全部關機，凡妮莎亦成功擺脫錯誤陷阱的控制。最後格雷戈里使用提包攜帶著佛萊迪僅餘的頭部離開，凡妮莎也加入他的行列。三人在一座小山上休息，享受日出時分，而格雷戈里和凡妮莎則一同吃著冰淇淋。

### 廢墟
格雷戈里的朋友凱西接到對方的訊息，指出他被不明個體擄走並深入披薩廣場內部，要倚賴對方前來解救。旅途中凱西發現披薩廣場已成廢墟，大量機械人偶及保安系統仍以倒閉前的設定循環運作，使各人工智能充斥惡意和錯亂。她輾轉收集到范妮的面具，而這面具原來能讓她連接「虛擬及擴充實境與神經網路之整合系統」（Virtual Augmented Neural Network Integration，簡稱V.A.N.N.I），透過謎樣科技讓她走過多處看似已被堵塞的地方。她亦拿起了一個可以強制重設保安節點的費斯扳手。
凱西相繼挺過了僅餘半身的蒙蒂、被月亮佔據主人格的托兒所看護、失去頭顱的搖滾佛萊迪初始機，與及盲眼洛克西對她的威脅，亦一再驚險躲過一個在戴面具活動時對其不善的兔子型電腦程式。其中洛克西在凱西重設前提起過去負責主持她的生日會，只是最後僅有格雷戈里來到，亦只有洛克西支撐其快樂渡過。凱西也憶起已經失蹤良久，擔當廣場維修員的父親，在深入地下工地時禁不住痛哭。
來到最底層，凱西進入一個空著的大洞，直接來到了一段不明通道和房間。她按格雷戈里指示把簡稱為M.X.E.S.的兔子型電腦程式關閉，並到房間會合。可是凱西很快發現「格雷戈里」其實是一個要對其不利的「模仿者」機械人偶。重設的洛克西及時前來阻截，讓凱西得以逃離。視乎凱西逃走的方向和有否啟動所有隱藏機關，她將會在逃走的升降機內被不知真偽的以格雷戈里背叛而再跌至地底；被模仿者以格雷戈里與凡妮莎得到救贖的變異假象迷惑；或是走入預先啟動的挖取室打敗模仿者。所有路線均顯示她最終在地底生死未卜。

## 其他背景設定
與《徵求協助》銜接
本作不少故事均要在遊玩《玩具熊的五夜后宫VR：征求协助》才能了解前設：
- 前作透過唯一人類角色錄音帶女子口述，而未有直接展示的一個類近現實世界階層，正正是本作故事展開的舞台；
- 本作黑幕主要是接觸了前作中VR遊戲的錯誤陷阱病毒，才展開本作的陰謀；
- 前作提到將過去費斯熊佛萊迪披薩餐廳的殘存物品掃𣈴至開發VR遊戲的系統內，於本作暗示已同時連接至披薩廣場的系統並造成影響；及
- 前作後期追加的「公主冒險」遊戲，被嵌入於本作中並成為隱藏的關鍵。

基於遊戲沒有在各段落直接點明兩部作品的直接關聯，因此針對故事質素品評和細節解讀在粉絲之間造成了不少爭議，亦令不少新加入的玩家對鬆散的故事原素感到錯亂，不通曉一些物品和小遊戲存在的原因和關係。
角色象徵
主遊戲三位主要對壘的角色——搖滾佛萊迪、格雷戈里和凡妮莎，被認為是對應著系列主角阿夫頓一家的哥哥麥可（Michael）、沒有官方名字的弟弟和妹妹伊利沙伯（Elizabeth）。救贖結局最後的場景是展示三人映射角色的最有力證據，而本作一再對抗威廉·阿夫頓遺留禍害的主題，亦讓帶有映射的他們更切合系列主題宗旨。
搖滾佛萊迪提到進入遺跡後不再是自己，被認為是暗示他在遺跡與麥可死後的遺骸相互牽引，導致他下意識愛護格雷戈里，映射其一直想補償曾經愧對的弟弟。而凡妮莎成為追隨者後討好錯誤陷阱的行徑，亦讓其與伊利沙伯附身的人偶貝比（Baby）近似，似乎因此不知覺地受其遺骸影響。
格雷戈里映射弟弟，主要是因著其服裝和形象跟過去作品的弟弟角色近似，不過後續解讀則存在爭論。一部分說法指出格雷戈里從地底垃圾場走到一段貼滿便箋的地方，似乎反映有機械人偶曾經在此居留和學習。而對應格雷戈里在胡同結局顯示沒有真正的家，有部分理論便大膽主張格雷戈里其實就是那個機械人偶，從而解釋他可以流暢應對各項保安及遊戲系統、沒有登陸餐廳系統的紀錄、在范妮接近時會看到機械訊號干預的畫面、與及安全留在搖滾佛萊迪肚子裡等情形。這形象亦似乎匹配著與心理治療人員溝通的謎樣角色，而凡妮莎管有這些紀錄，似乎暗示格雷戈里曾經是凡妮莎追隨錯誤陷阱而製成，並注入阿夫頓弟弟遺骸的存在。輾轉間，兩者因著不同的遺骸和經歷所影響，而導致本作開初的勢不兩立。
有部分說法認為上述細節只能證明格雷戈里的身世並不單純，不認為「其是機械人偶」、「被凡妮莎製造」和「曾與凡妮莎勾結」能夠得到百分百肯定的推論。
本作隱藏遊戲「公主冒險」的公主，則被認定是代表過去打算圍困並報復威廉·阿夫頓的兒童靈魂「卡絲迪」（Cassidy）。結合《徵求協助》的細節，玩家才能得悉他在系列另一作品《終極自定義夜晚》繼後的一連串故事：卡絲迪意圖將威廉·阿夫頓圍困在無限地獄，卻意外讓其意志完整保存，並上載至VR遊戲和披薩廣場系統中。他自己則反而被篡改為隱藏遊戲「公主冒險」的主角，並因著遊戲空間被拆解為多部分而能力受限，直至格雷戈里著手操控破關才真正為所有人帶來解脫。

## 製作
2019年8月8日，也就是第一款遊戲五周年紀念日的時候，斯科特·考顿在他的網站上發布了一個新的預告片，暗示系列的第八款遊戲即將到來。預告片中展示了一個現代購物中心，裡面有1980年代風格的佛萊迪、奇卡及兩個新的動物機器人向觀眾表演的動畫。接下來的幾個月中，遊戲中的各種角色透過多個預告片進行展示，包括新的動物機器人、來自《特別快遞》的角色范妮。2020年4月21日，角色的名字從Funko即將推出的產品清單中洩漏出來，顯示遊戲標題為《玩具熊的五夜后宫：比薩廣場》（Five Nights at Freddy's: Pizza Plex）。第二天，考頓確認了這些洩漏，但表示遊戲的正式標題尚未確定，並宣布遊戲計劃於2020年末發布。
2020年9月16日，遊戲的預告片在PlayStation 5 Showcase活動上發布，揭示了新的地圖、主要大廳和新的動物機器人及演示畫面，同時宣布遊戲將在PC、PlayStation 4和PlayStation 5上發布，並可能在稍後的時間登陸其他平。然而，由於2019冠状病毒病疫情和遊戲中的新內容增加，考頓於11月17日宣布遊戲將延期至2021年初。
2021年2月25日，在索尼互動娛樂的State of Play直播中，發布了第一段遊戲實際遊玩預告片，展示了遊戲中的各個區域和角色。2021年9月1日，Steel Wool推出了一個名為安全漏洞電視台（Security Breach TV）的新網站，用於發佈《安全漏洞》（Security Breach）的情報。一星期後的9月7日，第一個影像預告片於該網站以老式卡通的風格發布，名為《佛萊迪與朋友們：巡迴演出！》（Freddy & Friends: On Tour！），展示了原始遊戲中的主要四個角色。在接下來的幾個月，該網站不斷更新，加入了更多包含秘密圖像與預告片。
2021年10月27日的PlayStation State of Play活動中則展示了最終預告，展示了其他動物機器人以及遊戲的實際遊玩、剪輯和機制示範。遊戲將於2021年12月16日發售。Xbox One和Xbox Series X/S的移植版本於2022年11月22日發布。遊戲的任天堂Switch版本也於2023年4月19日發布。
2022年2月28日，發布了一個更新版本，修復了遊戲中存在的許多錯誤和漏洞，同時使遊戲的難度調整的更加容易。

### 衍生作品
在2021年4月28日，Cawthon宣布由於遊戲的龐大規模，發行日期進一步延後，為了彌補玩家的期待，Cawthon推出了一款免費的衍生遊戲，名為《安全隔離：憤怒之怒》（Security Breach: Fury's Rage）的格鬥遊戲。

### 相關媒體
《憤怒之怒》發行之前的2020年10月30日，Funko曾推出了「魅力搖滾」動物機器人的動作人偶和可收藏的神秘迷你人偶，於2021年5月20日，Funko推出了兩個12英寸的雕像：一款魅力搖滾佛萊迪與格雷戈里躲避范妮的情景，另一個則是范妮和夜間警衛凡妮莎，分別站在一個盆栽植物的兩側。

### 可下載內容
2022年5月30日，宣布了一個名為《毀滅》的免費DLC擴展包。該DLC預告片於2023年5月19日在Steel Wool Studios的YouTube頻道發布。這個預告片揭示了新主角凱西（Cassie），她的目標是在披薩廣場的廢墟躲避機器人以拯救格雷戈里，將DLC的發行日期設定在2023年7月25日
。

## 評價

### 批判性評價
根據評論匯總網站Metacritic，《安全漏洞》獲得了「褒貶不一」的評價。Jeuxvideo.com給予褒貶不一的評論，讚揚遊戲的氛圍和某些遊戲部分的獨創性，但批評了漏洞和技術問題。《The Escapist》的本·亞茲·克羅肖（Ben "Yahtzee" Croshaw）對遊戲持更批評的態度，讚揚了視覺效果，但批評了錯誤、設計和限制性的保存系統。基於這些因素，他後來將《安全漏洞》列為他最不喜歡的2022年遊戲之一。

### 獎項
該遊戲被提名並在PlayStation官方博客上，獲得了2021年12月度的玩家選擇獎。
《佛萊迪與朋友們：巡迴演出！》的動畫預告片於2022年10月被提名為美國網路電視大獎美國網路電視大獎品牌參與獎。

## 外部連結
- 官方網站 （页面存档备份，存于）
- Security Breach official website （页面存档备份，存于）
- 互联网电影数据库（IMDb）上《玩具熊的五夜后宫：安全漏洞》的资料（英文）